# Аврен (Варненська область)
Аврен (болг. Аврен)  — село в Болгарії. Знаходиться у Варненській області, входить до громади Аврен. Населення становить 796 осіб.

## Політична ситуація
Аврен підпорядковується безпосередньо громаді і не має свого Кметя.
Кмет (мер) общини Аврен  — Красимір Христовий Тодоров (Національний рух «Сімеон Другий» (НДСВ), Болгарська соціал-демократія  (БСД)) за результатами виборів.

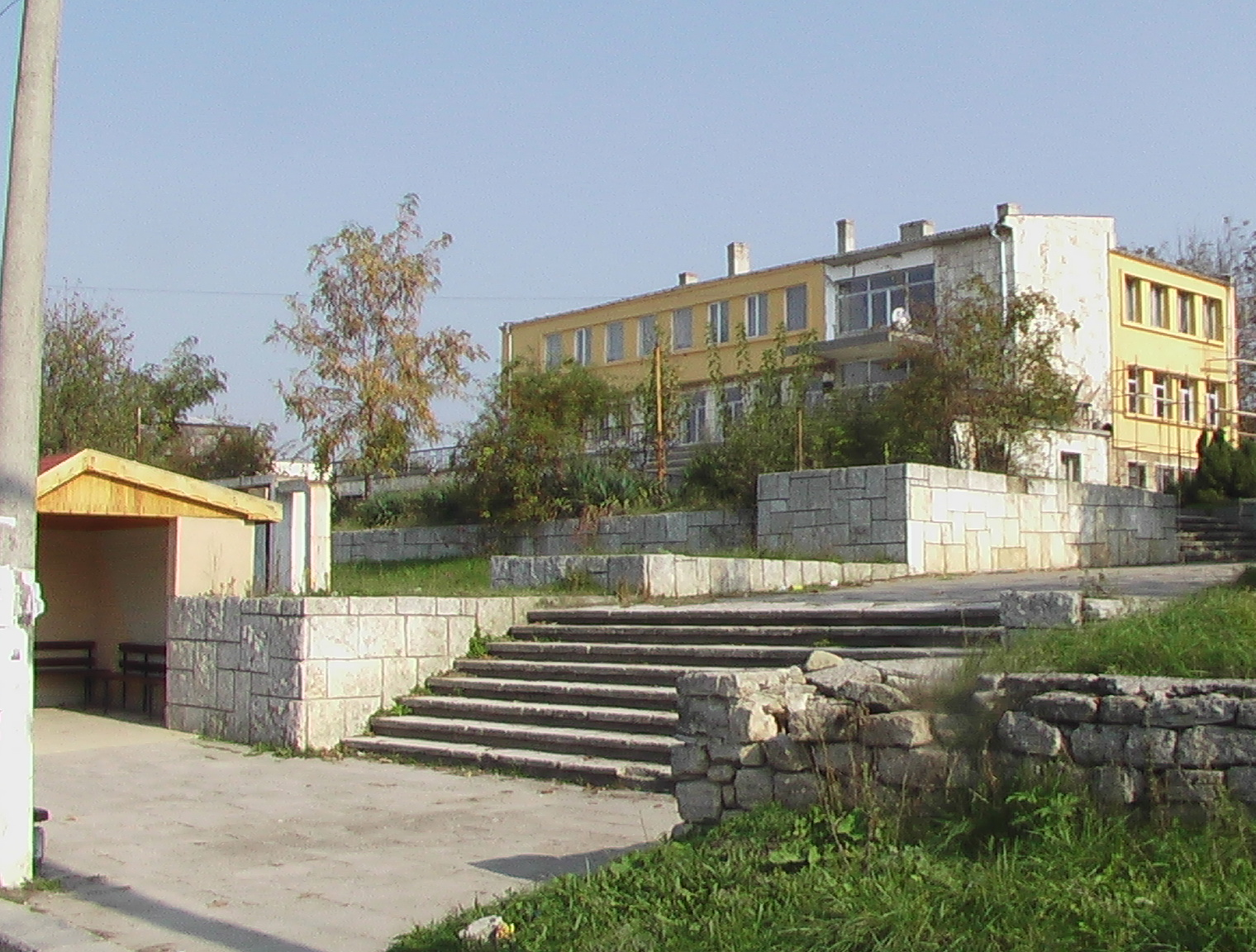
Центр села

### Карти
- Положення на електронній карті bgmaps.com[недоступне посилання з травня 2019]
- Положення на електронній карті emaps.bg[недоступне посилання з лютого 2019]